# ريدار يورغنسن
ريدار يورغنسن (بالنرويجية البوكمول: Reidar Jørgensen)‏ هو مدرس وعالم نبات نرويجي، ولد في 5 أكتوبر 1904 في ليلهامر في النرويج، وتوفي في 22 سبتمبر 1985.

## وصلات خارجية
- ريدار يورغنسن على موقع أوليمبيديا (الإنجليزية)